# Fulgencio Saura Mira
Fulgencio Saura Mira (Murcia, 1938) es un pintor, escritor y cronista murciano.

## Biografía

### Juventud
Nacido en 1938, con solo doce años en febrero de 1950 ya ganaba el premio de pintura organizado por la empresa de cine Iniesta, entre otros 864 trabajos participantes. Marca esta participación un camino que seguirá durante dos décadas. A los catorce años presenta su obra "Piteras" a la XII Exposición de Arte del Productor, quedando en 2º lugar. El mismo puesto obtendrá en 1953 en la Exposición de Artistas Regionales de Cieza, superándose ese mismo año en la XIII Exposición de Arte del Productor, que además seleccionó su obra "Montañas y Lago" para la Exposición Nacional.
En 1954 realiza su primera exposición, solo cuenta dieciséis años, en el Casino de Murcia. Sus acuarelas son, a decir del cronista, un poema de optimismo; sus paisajes son luminosos y encantadores, con soluciones delicadas. Meses después su óleo "Paisaje" obtenía el primer premio en la XIV Exposición de Arte del Productor.
El mismo premio obtendrá en 1955 en la Exposición de Arte de Educación y Descanso. De nuevo lo vemos en el Casino en febrero de 1956, mostrando una gran sensibilidad pictórica, con técnicas del Impresionismo y atrevidas incursiones en el campo de la fantasía; juega con las formas influido por el Puntillismo si bien con toques sueltos y acertados. Pero esta exposición no le impide participar en primavera en otra, de tipo colectivo, en la Casa de la Cultura.
Todavía en la década de los años cincuenta da que hablar en prensa y en los círculos artísticos murcianos al ganar premios en la Academia General del Arte y en los primeros certámenes Juveniles de Arte de 1958 y 1959, con sus obras "Bodegón", "Muchacha en el balcón" y "Apuntes". También participa en la interesante concentración de pintores, realizada en Cabo de Palos, en marzo de 1959, para pintar 
marinas. Este año acaba, además, en Madrid para realizar estudios, conociendo y siendo alabado por Daniel Vázquez Díaz.

### Camino de crecimiento
Más intensa será su vida como creador en los años sesenta. Para septiembre de 1960 expone en Chys, ocupándose de los comentarios para la prensa José Ballester exento de presunción sacrifica cualquier efectismo barato, un paso decisivo hacia la perfección en el proceso formativo. Tres meses después mostraba su obra en una exposición colectiva, organizada por Radio Murcia con el fin de recaudar fondos para la campaña de Navidad. Junto a él encontramos obra de Avellaneda, Pedro Flores, 

Bonafé, Reyes Guillén, Muñoz Barberán o Saura Pacheco. En 1961 regala otra obra suya, una pandereta pintada, para la Verbena de la Prensa, tal como ya había hecho en 1958.
De nuevo lo vemos en Chys en septiembre de 1962, con una veintena de acuarelas sobre temas murcianos. Para entonces ha terminado Derecho y está preparando oposiciones para Secretario de Ayuntamiento.
Acuarelas y tinta, paisajes rurales y urbanos se entremezclan en la mente de nuestro pintor en estos años de camino hacia la madurez creativa, en constante evolución. Su destreza y técnica las orienta hacia lo mediterráneo, lo luminoso, con marcadas líneas tradicionales.
Casi al tiempo que la exposición en Chys, expone otros aspectos de su obra en la Casa de Cultura, si bien en esta sala nos ofrece dibujos de paisajes de las pedanías murcianas, solo cuenta 23 años y ya muestra una gran personalidad que es encomiada por los críticos de arte.
Retorna al Casino al año siguiente, compartiendo paredes con su padre y mentor, Saura Pacheco. Se nos muestra como un intérprete privilegiado de la ciudad, alejado de las vanguardias y profundizando en cambio en la intimidad de la ciudad que le ve evolucionar.
Para 1965 vuelve a participar en una exposición colectiva junto a Pérez, Rubio, Párraga y Ramón Gil, con una serie de acuarelas deliciosas, delicadas, con buen gusto y hondas expresiones de la vida. Meses después expone en el Club Crao, junto a Gómez Cano y
Párraga, obteniendo la Raspa de Plata con su obra "Paisaje de la Huerta". Termina el año colaborando en los homenajes al torero José Vera, Niño del Barrio y al pintor José Valenciano. Al tiempo obtiene la plaza de Secretario del Ayuntamiento de Totana. Son momentos en los que depura su expresión de las formas, las tonalidades de los ambientes.
De muy interesante fue calificada en 1966 su exposición en el Palacio Provincial, dentro del III Salón de Acuarelistas Murcianos, con una selección de apuntes sobre temas de viajes. Son expresiones de un virtuoso, que tiene una gran soltura, al tiempo disciplinada y que se orienta hacia la belleza sutil, sugestiva y delicada, representando fugaces vivencias.
De nuevo participan, en 1967, en el Salón de Acuarelistas, junto a Muñoz Barberán, Medina Bardón, Aurelio y Saura Pacheco.

### Subiendo peldaños
El año de 1968 supone algunos cambios interesantes. Comienza a prestarle más atención a sus escritos e investigaciones sobre temas murcianos, publicando sobre los pozos de la nieve de Sierra Espuña al tiempo que se traslada, como Secretario, al ayuntamiento de Alcantarilla. Sus cuadros derivan ahora hacia lo arquitectónico y el color con amplitud, lo que nos muestra en el V Salón de Acuarelistas Murcianos, en el que hace acto de presencia un Pedro Serna dando sus primeros pasos.
Pese a su intenso trabajo como Secretario de Ayuntamiento y a las numerosas exposiciones en la que hace acto de presencia, saca tiempo para escribir sobre temas populares, colaborando también en programas sobre el tema en Radio Murcia. En 1969 participa con sus exquisitas, y cromáticas acuarelas en tres exposiciones, destacando la relativa al homenaje tributado a Miguel Roma y la realizada, con 23 acuarelas y 4 óleos, en la Sala de la Caja de Ahorros del Sureste.
Atento a todos los movimientos artísticos de la capital, se implica en las exposiciones colectivas de 1970, 1971 y 1972 realizadas en la Sala de la Plaza de Santa Isabel, escribiendo en Murgetana, al tiempo, sobre la hacienda en Aledo y Totana, apuntes de historia de Alcantarilla, sobre el derribo de fortalezas, etc., por no hablar de sus colaboraciones en prensa sobre el Museo de la Huerta y el libro publicado sobre tradiciones e historia de Alcantarilla.
El incansable Fulgencio Saura continúa a comienzos de esta década participando en homenajes, como el del escultor Antonio Carrión, en la galería Zero y participando en los premios Ciudad de Murcia.

### La luz se abre paso
En 1973, además de donar alguna de sus obras a beneficio del Patronato Provincial de la Vivienda, lo vemos escribiendo para el Boletín de la Diputación, sobre Totana, y exponiendo en la Sala de Santa Isabel y en Totana. Sus óleos y acuarelas muestran ahora tonalidades más fuertes, con mucha luminosidad y contrastes de luz, jugando con paisajes urbanos con gran soltura.
Comienza el año siguiente con idéntica intensidad creativa, escribiendo sobre Alcantarilla y Los Jerónimos, obteniendo incluso el premio de periodismo "Martínez García", convocado por la Diputación Provincial. Pero sigue exponiendo y lo hace en Alcantarilla, Santa Isabel y la Galería Al-Kara, e incluso en el Casino de Orihuela.
Pasan los meses y sigue, como en otras ocasiones, regalando cuadros para causas justas, como la de UNICEF, escribiendo en el fascículo de la Diputación dedicado a Alcantarilla y exponiendo, a finales de 1975, en el Museo de la Huerta y en la galería Zen de Molina de Segura, con unas evocadoras y sugerentes acuarelas de sendas huertanas y rincones de la Murcia barroca.
En 1976 y 1977 expone en la galería Vidal Espinosa, participa en el premio Villacís de Pintura, colabora con su obra para apoyar al Orfeón Fernández Caballero e incluso recibe un nuevo premio periodístico en el Homenaje al Pedáneo. Y para no traicionar su afición a escribir, lo hace dedicando unas líneas al escultor Anastasio Martínez y a su retablo de la Iglesia de San Pedro, en Alcantarilla.

## Actualidad
En mayo de 2012 el pueblo de Abanilla inauguró la nueva denominación de una de sus calles, que ha pasado de llamarse calle Salón a calle Fulgencio Saura Mira, en honor al pintor y escritor murciano, quien está muy vinculado a la localidad. El artista ha donado varias obras al municipio, que ha visitado en multitud de ocasiones. El acto contó con la presencia de las autoridades locales. Después de que el pintor descubriera la placa que da nombre a la calle con su nombre, se ofreció un vino de honor y se entregó una placa de bronce al artista. La corporación decidió ponerle el nombre de Fulgencio Saura Mira a la calle tras la petición realizada por la asociación cultural Musá Ben Nusayr, que donó 4.000 euros a los damnificados del Terremoto de Lorca de 2011 recaudados con la venta de 18 acuarelas del pintor murciano.

## Obras publicadas
- VIEJAS ALMANZARAS DE LA VILLA DE FORTUNA. Bortubo. ISBN 978-84-604-9976-3.
- EL ENCANTO DE LA SENDA DE CASILLASl. Alternativas de comunicación. ISBN 978-84-930313-8-1.
- UNA MIRADA SOBRE MURCIA BARROCA. Editorial Azarbe. ISBN 978-84-96299-37-5.
- POR LAS TABERNAS DE MURCIA. AUTOR-EDITOR 54. ISBN 978-84-300-4432-0.
- ABANILLA, CARNAVAL Y SEMANA SANTA. Asociacion Cultural Musa Ben Nusayr de Abanilla. ISBN 978-84-613-2859-8.
- VIVENCIAS CERVANTINAS, CON EL QUIJOTE DE FONDO. Asoc. Cultural Musa ben Nusayr de Abanilla. ISBN 978-84-616-2993-0.
- VIVENCIAS DE FORTUNA. Ayuntamiento de Fortuna. ISBN 978-84-505-9937-4.
- VISIONES CERVANTINAS CON EL QUIJOTE DE FONDO. Asociacion Cultural Musa Ben Nusayr de Abanilla. ISBN 978-84-615-1245-4.
- VIAJES POR LAS PEDANÍAS DE ABANILLA. Asociacion Cultural y Festera Musa ben Nusayr. ISBN 978-84-611-3591-2.
- HUERTANO DEL AÑO. Asociación de Amigos del Museo de la Huerta. ISBN 978-84-605-2872-2.
- ASPECTOS MÁGICOS DE LA VILLA DE FORTUNA. Saura Mira, Fulgencio. ISBN 978-84-605-2575-2.
- AL ENCUENTRO DE PROUST. Editorial K.R. ISBN 978-84-88551-60-3.
- SUBYUGADO POR MI TIERRA. Pictografía. ISBN 978-84-933254-9-7.
- FORTUNA. Saura Mira, Fulgencio. ISBN 978-84-611-1331-6.
- EVOLUCIÓN HISTÓRICO JURÍDICA DE FORTUNA, EN LOS SIGLOS XVII AL XIX. Ayuntamiento de Fortuna. ISBN 978-84-921640-0-4.
- SABIDURÍA EN EL HARÉN DE LOS LIBROS. Pictografía. ISBN 978-84-934974-1-5.